# Guadalentín
Der Río Guadalentín (arabisch Oued al Iznain = „der zweite Fluss“ oder Oued al Lentin = „Fluss des Schlamms“, auch als  Río Sangonera bekannt) ist ein Fluss im Südosten Spaniens, der durch die Region Murcia verläuft und dessen Einzugsgebiet auch einen Teil der Provinz Almería umfasst. Er ist der größte, rechte Zufluss des Río Segura und gilt als einer der wildesten Flüsse der Iberischen Halbinsel.

## Verlauf
Mehrere Quellflüsse des Río Guadalentín entspringen in der Sierra de María (Almería). Unter seinen Zuflüssen sind der Rambla de Chirivel und das Sumpfgebiet Puentes in der Region Murcia, welches von der Talsperre von Puentes gestaut wird. Aus dem gleichen Sumpfgebiet stammen die Flüsse Rio Turrilla und Rio Luchena. Von diesem Sumpfgebiet fließt er von dort nach Südosten nach Lorca, wo sich das Guadalentín-Tal weitet, das in diesem Abschnitt durch einen tektonischen Graben entstanden ist. Nach Lorca ändert er seinen Flusslauf nach Nordosten. Dort erhält er weiteren Zulauf aus der Rambla de Nogalte, die an Puerto Lumbreras vorbeifließt, passiert danach die Orte Totana, Alhama de Murcia und Librilla, um gelegentlich dort das Wasser der verschiedenen Ramblas aufzunehmen. Im Ortsteil Paretón von Totana beginnt ein Kanal, die Rambla de las Moreras (auch als Rambla de Lorca bezeichnet), welche Wasser bei Überschwemmungen in Richtung Küste nach Mazarrón ableitet und so dem Fluss an seinem Unterlauf bis zum Río Segura Wasser entzieht, um so akute Flutgefahren zu minimieren.

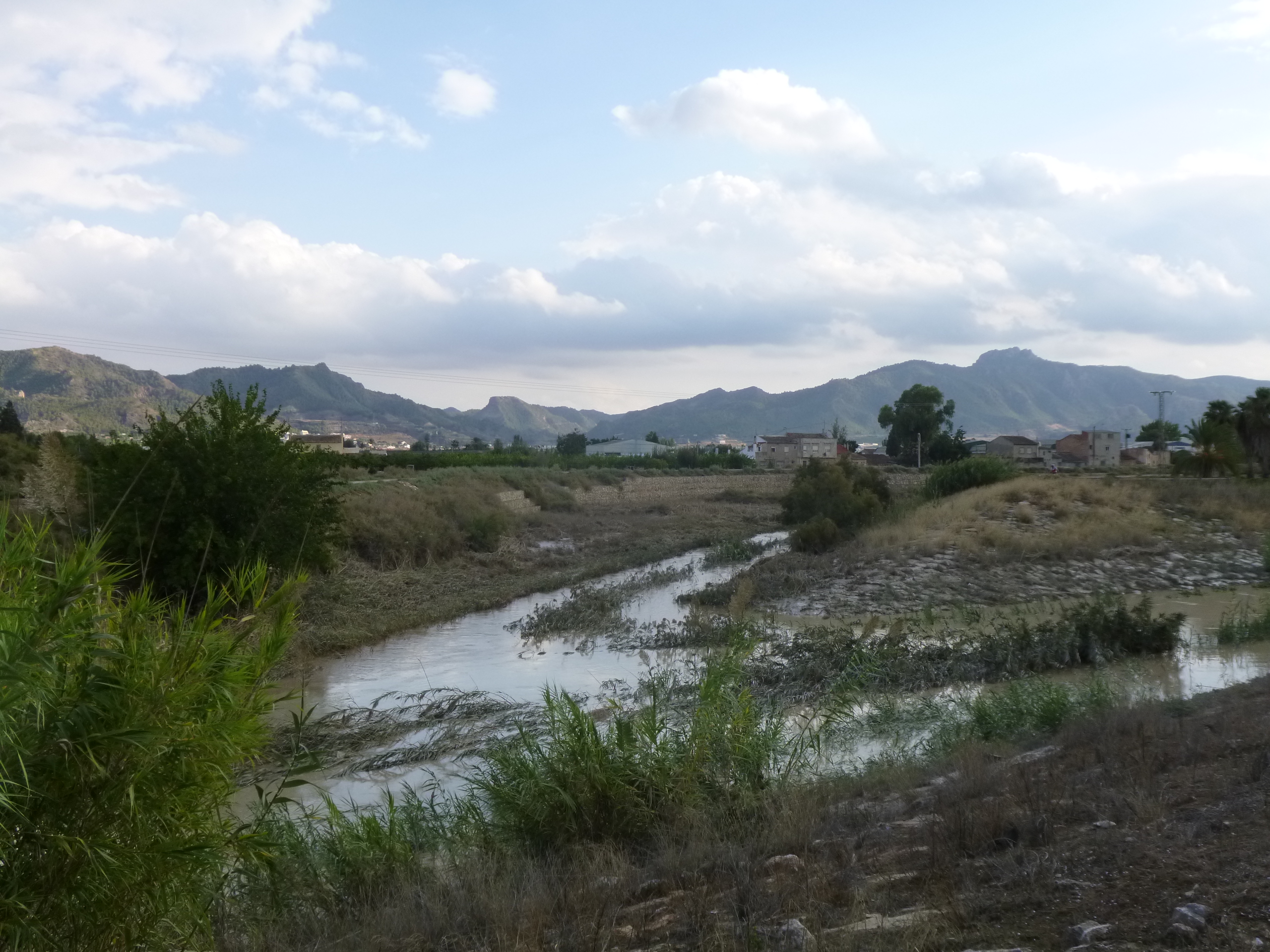
Mündung des Guadalentín in den Río Segura bei Beniaján

Er mündet in den Río Segura in der Huerta de Murcia auf dem Gemeindegebiet der Stadt Murcia, im Vorort Beniaján. Die Flussmündung ist ein künstlicher Kanal, Kanal Reguerón genannt, ein einzigartiges technisches Bauwerk des 18. Jahrhunderts, entworfen von Sebastian Feringa, Militär-Ingenieur und Direktor der Werke von Arsenal de Cartagena, um Überschwemmungen zu verhindern, da die ursprüngliche Einmündung stromaufwärts von der Stadt Murcia gelegen hatte. In der Provinz Alicante gibt es einen weiteren, ähnlich wichtigen Kanal, Reguerón Viejo, der flussabwärts Wasser des Guadalentin während der Regenzeit umleitet und so Überschwemmungen bei Hochwassers des Rio Segura vermeidet, mit unmittelbaren Auswirkungen auf die Bevölkerung von Beniel und Orihuela.

## Überschwemmungen
Der Wasserstand des Guadalentin ist sehr variabel. Nach einer extremen Trockenheit kann es in nur wenigen Stunden zu großen Flutwellen kommen. Nicht umsonst ist er bekannt als „der wildeste Fluss Europas.“ Die Wehre in den Sumpfgebieten von Lorca, bei Puentes und Valdeinfierno führen zu seiner ständigen Regulierung und Kontrolle, wobei das gestaute Wasser für die Bewässerung verwendet wird.
Als Folge starker oder langanhaltender Regenfälle kam es vor den Regulierungen und zum Teil heute noch im Tal des Guadalentín regelmäßig zu spektakulären Überflutungen, die zu großen Schäden in seinem Tal führen. Historische Überschwemmungen dieses Fluss waren:
- Am 15. Oktober 1879 die Flut von Santa Teresa, als am Oberlauf des Guadalentín ca. 600 mm Regen innerhalb einer Stunde fiel. Durch Lorca brach eine Flutwelle von 1.510 m³ / s und verursachte 13 Todesfälle.
- Im September 1891 gab es eine Flut, die als Flut von San Jacinto bekannt ist und welche noch höher war als die vorherige Flut, aber dank des Damms bei Puentes, wurde Lorca und die Region von einer neuen Katastrophe verschont.
- Im Juni 1900 übertrat die Flut von San Aniceto die Ufer der Santa Teresa und überflutete den Stadtteil San Cristobal von Lorca.
- Im Oktober 1948 schätzte man auf der Brücke von Murcia auf der Straße nach Granada eine Wassermenge von über 800 m³/s.
- Am 9. Oktober 1973 sah man die schlimmsten Überschwemmungen des Jahrhunderts nach einem Niederschlag von über 300 mm im Norden von Almería. Der Fluss erreichte eine Flut von 2500 m³/s in Lorca und sein Nebenfluss, der Rambla de Nogalte, 1974 m³/s durch Puerto Lumbreras hindurch, wo viele Opfer gemeldet wurden. (Siehe Riada von 19. Oktober 1973)
- Am 28. September 2012 verursachte ein Unwetter durch einen Kaltlufttropfen eine Flutwelle im ganzen Becken, unzählige Schäden in den Gemeindegebieten von Lorca und Puerto Lumbreras, die auch Todesopfer verursachten. An der Talsperre von Puentes wurde der Rekord einer Flutwelle von 1.870 m³/s erreicht, das Wasser stieg von 5.125.000 m³ auf 13.318.000 m³ in nur wenigen Stunden.[3] Durch die Stadt Lorca strömte der Guadalentín mit 616 m³/s und 2,26 m Wasserstand, was die maximale Grenze ist, die der städtische Abschnitt aufnehmen kann.[4] Flussabwärts stieg er bei Paretón de Totana auf 1.082 m³/s und 6,27 m Wasserstand, und in Murcia, am Messpunkt Salabosque, wurde die Spitze der Flut auf nur noch 58 m³/s und 3,48 m reduziert, da 924 m³/s in Richtung Meer durch die Rambla de las Moreras umgeleitet werden und der Staudamm von Jose Bautista der Flutwelle bei Librilla standhalten konnte.[5]

Derzeit ist die Gefahr von Überschwemmungen des Guadalentín durch einen Ausweichkanal minimiert worden, der das Wasser aus dem Staudamm Paretón von Totana ins Mittelmeer durch die Rambla de Las Moreras ableitet. Dadurch ergab sich eine drastische Reduzierung der Strömung, wie zum Beispiel bei der letzten Überschwemmung des Jahres 2012. Auch mit dem künstlichen Reguerón-Kanal können in seinem Unterlauf von Sangonera la Verde nach Beniaján Überschwemmungen eingedämmt werden. Ein weiterer Kanal, Reguerón Viejo genannt, der einen Teil seines Zustroms aus dem Gebiet des Segura unterhalb Orihuela erhält, befindet sich innerhalb der Gemeindegrenzen von Bigastro; seine Wirksamkeit konnte während der Fluten vom September 1989 und 2012 bestätigt werden.